# Grzegorz Kiljanek
Grzegorz Kiljanek (Nowe Miasto nad Pilicą, 9 de agosto de 1984) es un deportista polaco que compitió en piragüismo en la modalidad de eslalon. Ganó una medalla de plata en el Campeonato Europeo de Piragüismo en Eslalon de 2008, en la prueba de C1 por equipos.

## Palmarés internacional
| Campeonato Europeo | Campeonato Europeo | Campeonato Europeo | Campeonato Europeo |
| Año                | Lugar              | Medalla            | Competición        |
| ------------------ | ------------------ | ------------------ | ------------------ |
| 2008               | Cracovia (Polonia) | Medalla de plata   | C1 por equipos     |